# Битка при Римник
Битката при река Римник  (или Ръмник), недалеч от селището Ръмнику Сърат във Влахия е ключово сражение, водено през Руско-турската война от 1787 – 1792 г.

## Предистория и маневри
След победата при Фокшани Потьомкин изтегля основната част от руските войски към Бендери. Междувременно 100-хилядна турска армия под командването на великия везир Юсуф паша отново приближава Фокшани, където е разположен австрийският корпус под ръководството на принц Фридрих Йосия Сакс-Кобург-Заалфелдски. Друг отряд пашата е изпратил на изток от Прут, за да заблуди руснаците. Преследването на този отряд е възложено на генерал Репнин. На помощ на австрийските съюзници отново се отзовава Суворов. Той и отрядът му изминават 100 км с 60-часов денонощен марш и се присъединяват към австрийците.

### Развитие
На 22 септември 1789 г. обединените войски под командването на Суворов (25 хиляди души), независимо от 4-кратното преимущество на турците, незабавно форсират река Ръмник и атакуват турските войски.

### Равносметка
Сражението при река Римник (днешна Румъния) продължава 12 часа и завършва с пълен разгром на турската армия, която губи към 20 хиляди убити. Загубите на съюзните войски възлизат на 600 души (400 австрийци и 200 руси). За победата в сражението при Римник Суворов получава титлата граф Римникски и орден „Свети Георги“ I степен (7-ият награден за цялата история на ордена), както и титлата граф на Австрийската империя. Намесата на войските на Суворов в подкрепа на австрийските съюзници спасява кампанията на последните, запазва активното им участие във войната и в крайна сметка подсигурява фланга на руската офанзива, тъй като австрийските войски окупират трайно Влахия.
Награждаването с орден „Свети Георги“ I степен извънредно радва Суворов. Той пише на дъщеря си: "Чу ли, сестрице? От моята щедра Майчица!… Над всички награди е „Свети Георги“. Ето какъв е твоят татко. Едва не умрях от радост!"